# Мура Рюя
Мура Рюя (3 липня 1996) — японський плавець.
Учасник Олімпійських Ігор 2020 року, де у своєму півфіналі на дистанції 100 метрів брасом посів 7-ме місце і не потрапив до фіналу, а у фіналі на дистанції 200 метрів брасом посів 7-ме місце. В естафеті 4x100 метрів комплексом його збірна посіла 6-те місце.